# Arnd Kaestner

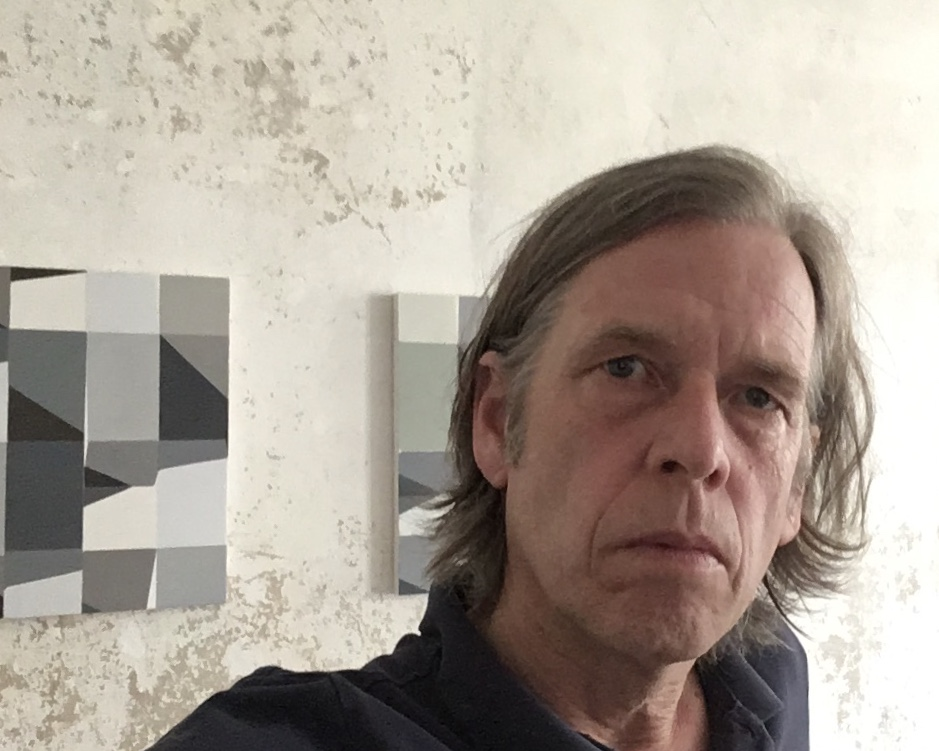
Arnd Kaestner (2020)

Arnd Kaestner (* 1961 in Hamburg) ist ein deutscher Künstler. Er lebt und arbeitet seit 1988 in Berlin.

## Leben
Nach Abitur und Zivildienst in Hamburg studierte er ab 1983 Zeichnung und Komposition an der Pariser École Nationale Supérieure des Beaux-Arts. 1988 zog er nach Berlin und arbeitete einige Jahre als Mitarbeiter für Farbuntersuchungen in der Baudenkmalpflege. Dort lernte er den aus Dresden stammenden Maler Peter Herrmann kennen, mit dem ihn eine bis heute währende Freundschaft verbindet.
Er besuchte zwischen 1990 und 1995 die Ästhetik-Vorlesungen von Günter Abel (TU Berlin) und Robert Kudielka an der HdK (der jetzigen UdK) Berlin. Seit 1995 arbeitet er für letzteren als wissenschaftlicher Mitarbeiter und Assistent.

## Werk
Kaestners Frühwerk um 1980 war zunächst von Egon Schiele, Paul Klee und Joseph Beuys geprägt.
Die Zeit an der Pariser École Nationale Supérieure des Beaux-Arts sowie die Willem-de-Kooning-Retrospektive im Centre Pompidou (1984) führte zur Erweiterung seiner Bildfarbigkeit.
Es entstanden gestisch-expressive Monotypien (zu Giorgione) oder von Samuel Beckett angeregte Werkreihen wie „Journey“ aus dem Jahr 1987/88. Das Interesse an der Figur wich ab 1990, unter dem Einfluss von Richard Tuttle, Cy Twombly und Eva Hesse, einem minimalistisch-geprägten Erforschen der Bildfläche.
In den folgenden Jahren entstanden ca. 500 Photogramme, in denen er der Frage nach der Materialität von Farbe (Wasser, Pigment und Licht) nachging. Diese Arbeiten wurden sowohl immateriell, als Projektion auf Wand oder Fußboden, aber auch als C-prints präsentiert.
Die Auseinandersetzung mit Josef Albers und die, seit 1988 nachwirkende Piet-Mondrian-Ausstellung im Gemeentemuseum Den Haag, veränderten sich seine Arbeiten hin zu einem auf Flächen beruhenden Bildraum.
Kaestners Arbeiten spielen dabei oft mit optischen Erfahrungen von Alltagsgegenständen (etwa Regalen, Boxen, Absperrbändern oder Falzblechen) wie beispielsweise in den Ausstellungen „Standards“ und „Tapes“ in der Galerie Kuttner Siebert (Berlin 2004/2005).
Durch Vermittlung Robert Kudielkas lernte er 1993 die englische Künstlerin Bridget Riley in London kennen, mit deren Werk er sich bis heute intensiv auseinandersetzt, vor allem mit ihren Entdeckungen zu Farb-Nachbarschaften und deren visuellen Folgen.